# 天光丸
天光丸（てんこうまる）は、平安時代に作られたとされる日本刀（太刀）である。日本の重要美術品に認定されており、大阪府羽曳野市の壺井八幡宮に所蔵されている。天光丸太刀、天光丸の太刀とも呼ばれる。

## 概要
平安時代の刀工・伯耆国安綱によって作られた刀である。安綱は直刀から反りのある湾刀に移行する平安時代中期に活動していた刀工とされており、著名なものだと童子切を作刀している。『河内名所図会』によると、天光丸は同じ安綱作とされる鬼切丸（一名 童子切）と同鉄で作られた「雌雄の太刀」であるとしている。
『羽曳野市史』第4巻には天光丸の号の由来が記載されている。それによると、多田太郎が金剛山のふもとに逃れた時にこの太刀を紛失してしまい、数年探すも見つからなかったが、ある夜松山八郎右衛門友澄という人物が土から光が差しているのを見つけ、その場所を掘り起こすと太刀が出てきた。するとその太刀は以前と少しも変わらず、凜々と霜を凌ぐ様子であったため、これを石川兵衛判官代義清に与えると、大いに喜び「天光丸」と名付け秘蔵したという。多田満仲から源氏の宝刀として源頼信、源義家に伝わったとされる。1935年（昭和10年）10月14日、重要美術品に認定された。現在は大阪府羽曳野市の壺井八幡宮所蔵。

## 刀身
刃長76.8センチ、反り2.5センチ。茎長20.0センチ。鎬造、庵棟、腰反り高く小鋒に結ぶ優美な太刀姿。鍛は板目に杢目が交じり肌立つ。刃文は乱れた小乱れが主調。生ぶ茎で先栗尻、目釘孔二、目釘孔上棟寄りに「安綱」と二字銘を切る。また、ハバキには桐紋と二引き両の紋が彫られている。